# Roccamontepiano
Roccamontepiano é uma comuna italiana da região dos Abruzos, província de Chieti, com cerca de 1.965 habitantes. Estende-se por uma área de 18 km², tendo uma densidade populacional de 109 hab/km². Faz fronteira com Bucchianico, Casalincontrada, Fara Filiorum Petri, Pretoro, Serramonacesca (PE).

## Demografia
| Variação demográfica do município entre 1861 e 2011                               |
|                                                                                   |
| Fonte: Istituto Nazionale di Statistica (ISTAT) - Elaboração gráfica da Wikipedia |